# ウエインズトヨタ神奈川
ウエインズトヨタ神奈川株式会社（ウエインズトヨタかながわ）は、神奈川県を主な販売エリアとする、トヨタ自動車の正規ディーラーで、ウエインズグループの中核企業である。

## 概要

### 自動車販売店
- トヨタ新車販売事業
- レクサス事業
- U-Car（中古車）事業
- GRガレージ

### 携帯電話
- au

### 保険
自動車保険を含む損害保険、生命保険、がん保険、医療保険代理店

## 沿革

### 旧・横浜トヨペット
- 1956年3月 - 横浜市に横浜トヨペットを設立。
- 1967年10月 - 全国で初めて女性セールススタッフ「マイカーレディ」を採用。
- 1968年9月 - 全国で初めて新車納車前点検を実施する本牧サービスセンター（本牧ファクトリーパーク）開設。
- 1973年10月 - 自動車販売店初の海外進出。カナダにドンバレー・ノース・トヨタ（WEINS AUTO GROUP）を設立。
- 1996年2月 - 横浜市中区山下町に本社ビルを竣工。

### 旧・トヨタカローラ神奈川
- 1961年7月 - 川崎市にパブリカ川崎を設立。
- 1969年3月 - トヨタカローラ神奈川に社名変更。
- 1972年8月 - トヨタカローラ湘南と合併。
- 1991年11月 - 横浜市保土ケ谷区狩場町に本社ビルを竣工。

### 旧・ネッツトヨタ神奈川
- 1968年1月 - トヨタオート相模を設立。
- 1969年1月 - トヨタオート新神奈川に社名変更。
- 1977年4月 - トヨタオート神奈川に社名変更。
- 1998年8月 - ネッツトヨタ神奈川に社名変更。
- 1999年3月 - 平塚市四之宮に本社ビルを竣工。
- 2007年1月 - ネッツトヨタ神奈川とネッツトヨタベイシティ横浜（旧・トヨタビスタ横浜）が合併し、新生「ネッツトヨタ神奈川」となる。

### ウエインズトヨタ神奈川
- 2023年1月 - 横浜トヨペットが、トヨタカローラ神奈川およびネッツトヨタ神奈川と経営統合し、ウエインズトヨタ神奈川株式会社が発足。「ウエインズトヨタ神奈川」の屋号で営業開始、各新車販売店舗名を「ウエインズトヨタ神奈川○○店」に改称した。

## ウエインズグループ
ウエインズグループは、ウエインズトヨタ神奈川を含め13の企業で構成されており、神奈川県、静岡県東部を中心に事業活動を行っている。

### ウエインズの由来
ウエインズ (WEINS) は、東西南北を表すイニシャルである「WENS」の中央に「I（インフォメーション=情報）」を配した造語である。

### グループ沿革
- 1961年11月 - トヨペット乗用車センター（現・ウエインズインポートカーズ）を設立。
- 1966年7月 - ニットー警備（ニットービスコム）を設立。
- 1973年5月 - 横浜ビジネスサービス（現・ウエインズ・ビジネスサービス）を設立。
- 1979年5月 - トヨタレンタリース横浜を設立。
- 1980年5月 - 横浜電装サービス（現・トヨタウエインズグループサービス）を設立。
- 1987年3月 - ワイ ティー ティー（現・YTT）を設立。
- 1991年1月 - グループ名称を「トヨタウエインズグループ」に改称、ロゴマークも制定。
- 1998年1月 - ウイング（現・トヨタウエインズグループティーアップ）を設立。
- 2000年4月 - 静岡県沼津市に本社を置くネッツトヨタ静岡がグループ会社となる。
- 2005年8月 - レクサス店を開業。
- 2007年1月 - ウェルキャブ常設展示場として「トヨタハートフルプラザ横浜」を開設。
- 2014年10月 - 横浜トヨペットのフォルクスワーゲン事業を移管し、ウエインズインポート横浜を設立。
- 2022年7月 - 横浜ビー・コルセアーズの株式の過半を取得し、ウエインズグループ傘下となる。

### グループ会社
| - ウエインズトヨタ神奈川株式会社 - ネッツトヨタ静岡株式会社 - 株式会社トヨタレンタリース横浜 - トヨタウエインズグループティーアップ株式会社 - トヨタウエインズグループサービス株式会社 - ウエインズインポートカーズ株式会社 | - ウエインズインポート横浜株式会社 - ウエインズ・ビジネスサービス株式会社 - YTT株式会社 - 株式会社キャルティ - ニットービスコム株式会社 - 株式会社横浜ビー・コルセアーズ - WEINS AUTO GROUP |